# مشاري شتيمي
مشاري شتيمي لاعب كرة قدم سعودي و يلعب كمدافع و يلعب حالياً مع النادي الفيصلي السعودي.